# Çayqaraqaşlı
Çayqaraqaşlı è un comune dell'Azerbaigian situato nel distretto di Şabran.